# Attiswil
Attiswil is een gemeente en plaats in het Zwitserse kanton Bern, en maakt deel uit van het district Oberaargau.
Attiswil telt 1.374 inwoners.